# Kumano Kodō
I Kumano Kodō sono una serie di vie di pellegrinaggio che si snodano lungo la penisola di Kii, la maggiore penisola del Giappone. Queste sacre strade sono ancora impiegate dai pellegrini per visitare il Santuario Kumano Sanzan, o i tre grandi santuari del kumano: Santuario Kumano Hayatama, Santuario Kumano Hongu ed il Santuario Kumano Nachi. Queste strade possono essere divise in tre sotto-vie: "Kiji", "Kohechi" e "Iseji". I Kumano Kodō ed il Kumano Sanzan, insieme ai templi, sono registrati come Patrimonio dell'umanità dall'UNESCO dal 7 luglio 2004 sotto la denominazione "Siti sacri e vie di pellegrinaggio nella catena montuosa di Kii".
La via "Kiji" si snoda lungo la costa occidentale della penisola fino alla città di Tanabe, dove si biforca in "Nakahechi" e "Ohechi". La via "Nakahechi" conduce nelle alte montagne interne verso Kumano Hongū Taisha, mentre la via "Ohechi" continua verso sud lungo il litorale. La via "Nakahechi" era l'itinerario più popolare usato dai pellegrinaggi da Kyoto, antica capitale del Giappone. La più antica memoria dell'uso di questa strada risale al X secolo.
La via " Kohechi" è il collegamento più breve tra collega Koyasan al Kumano Sanzan. Va da nord a sud ed è lunga 70 chilometri, e attraversa tre passi montani situati a oltre 1000 metri s.l.m. 
La via "Iseji" collega Ise Jingū (il santuario di Ise) con il Kumano Sanzan: incompiuta fino al XVII secolo, faceva parte del pellegrinaggio a Saikogu, un tempio che è strettamente connesso con il Kumano Nachi Taisha.